# Prince Lasha
William B. Lawsha, plus connu sous le pseudonyme de Prince Lasha (prononcer "La-shay") (né le 10 septembre 1929 à Fort Worth au Texas et mort le 12 décembre 2008), est un flutiste, saxophoniste alto et clarinettiste de jazz.

## Biographie
Lasha part en Californie dans les années 1950. Dans les années 1960, Prince Lasha participe au mouvement du free jazz dont Ornette Coleman est le pionnier. Lasha joue souvent avec Sonny Simmons avec qui il enregistre deux disques The Cry et Firebirds, pour Contemporary Records.

## Discographie partielle

### Comme leader ou coleader
- The Cry! - Contemporary Records, 1962
- Insight - CBS 1966
- Firebirds avec Sonny Simmons - Contemporary Records, 1967
- And Now Music - Daagnim Records, 1983
- The Mystery of Prince Lasha avec le Odean Pope Trio - CIMP, 2005

### Commesideman
- Iron Man d'Eric Dolphy - Douglas Records, 1963
- Illuminations! du sextet d'Elvin Jones et Jimmy Garrison - Impulse!, 1963